# Cordia dwyeri
Cordia dwyeri är en strävbladig växtart som beskrevs av Nowicke. Cordia dwyeri ingår i släktet Cordia, och familjen strävbladiga växter. Inga underarter finns listade i Catalogue of Life.